# Laurs Skjellerup
Laurs Skjellerup, född 12 augusti 2002 i Mariager, är en dansk fotbollsspelare som spelar för US Sassuolo Calcioi i Italien.